# Massenevangelisation

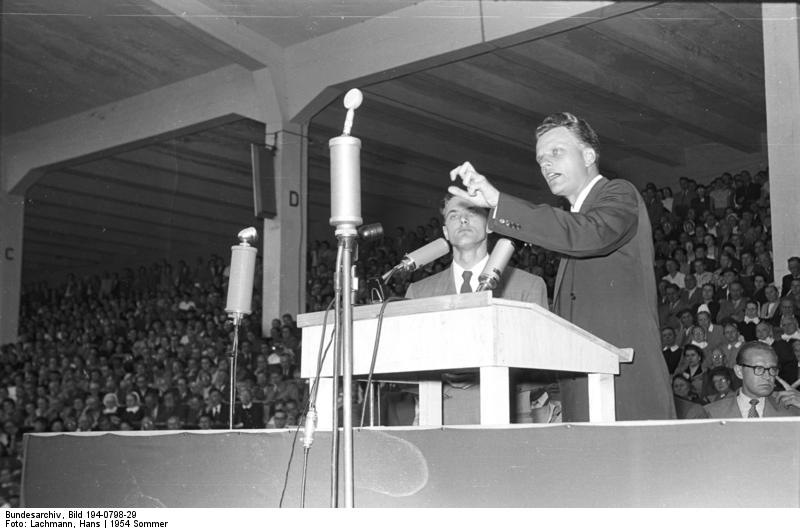
Billy Graham redet 1954 in Duisburg

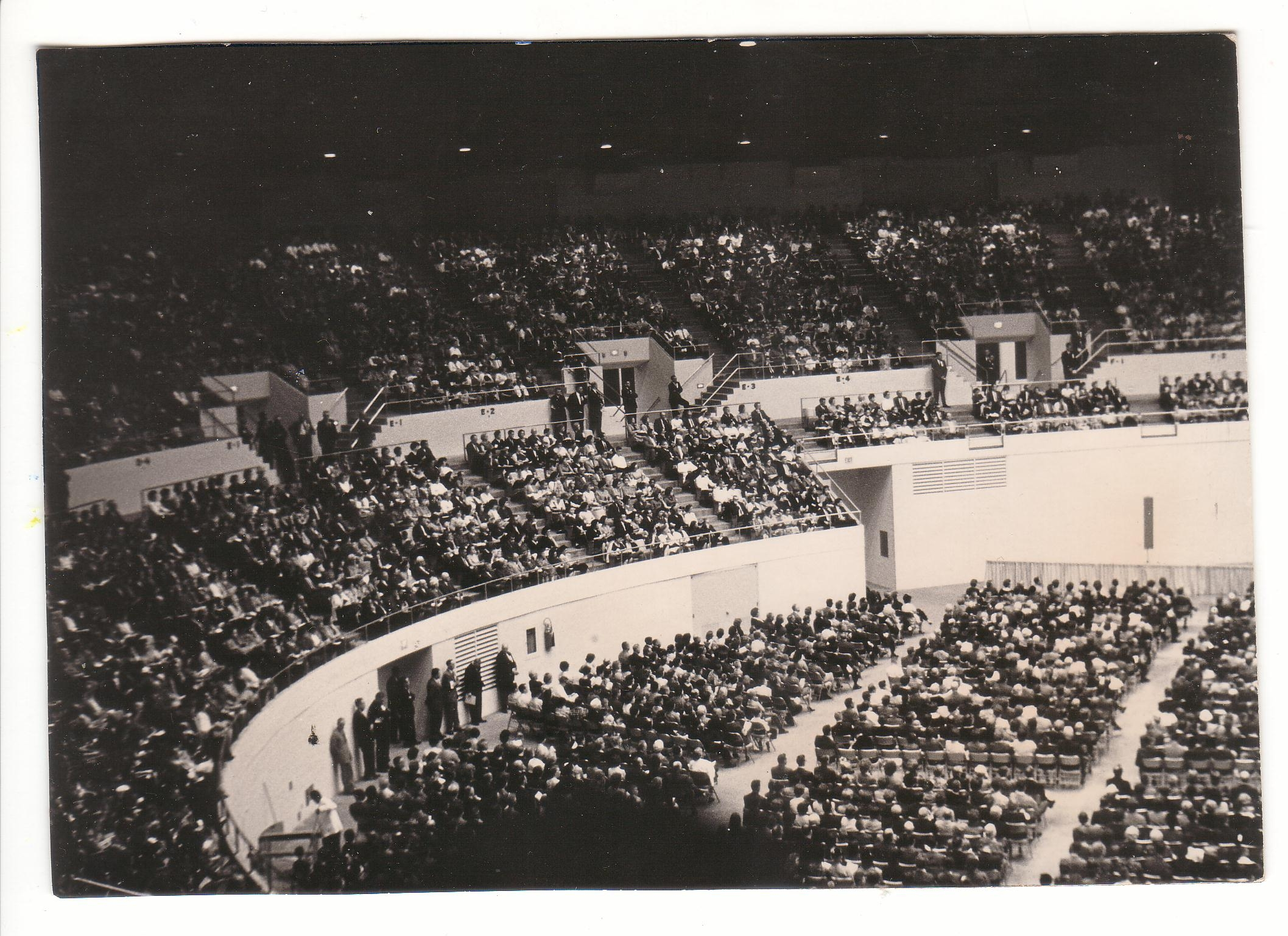
Eine Massenevangelisation in Nashville im Jahr 1962

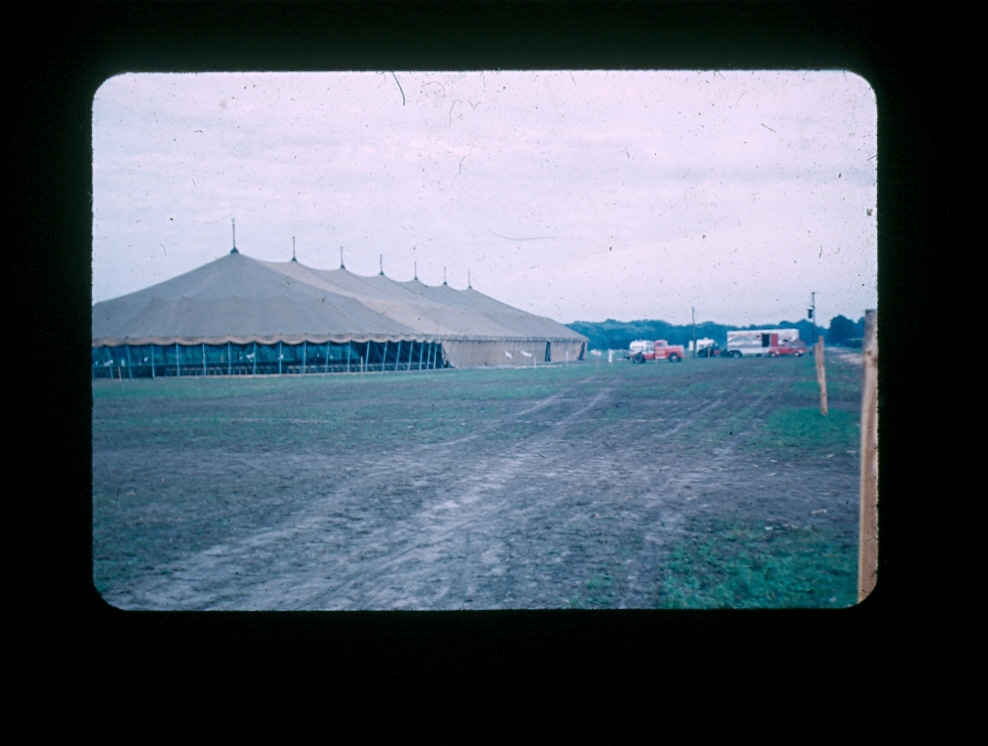
Eine weitere Ansicht des Zeltes der Erweckungsversammlung von George R. Brunk II in Goshen, Indiana, in den 1950er Jahren.

Massenevangelisationen (von den Veranstaltern selbst als Großevangelisationen bezeichnet) sind evangelistische Veranstaltungen mit tausenden von Teilnehmern, die darauf abzielen, Menschen für den christlichen Glauben zu gewinnen. Massenevangelisationen werden meistens von Evangelisten veranstaltet und haben oft als ein Element der Veranstaltung einen Altarruf.

## Geschichte
Massenevangelisationen, die überliefert wurden, gab es in den Erweckungsbewegungen des 18. Jahrhunderts in Großbritannien und in den heutigen Vereinigten Staaten insbesondere in der Frühzeit des Methodismus. John Wesley hatte bei seinem zweiten Besuch in Gwennap (Cornwall) zehntausend Zuhörer. George Whitefield predigte in England und Amerika auf offenem Feld zu jeweils Tausenden von Zuhörern und seine Stimme soll eine Meile weit verständlich gewesen sein. Die größte Zuhörerschaft erreichte er 1741 in Cambuslang bei Edinburgh, wo er eineinhalb Stunden zu schätzungsweise hunderttausend Leuten sprach, von denen sich zehntausend bekehrt haben sollen.
Am Anfang des 18. Jahrhunderts entstanden in den Vereinigten Staaten die Camp Meetings, eine spezifisch amerikanische Ausprägung des Christentums, wo in den dünn besiedelten Gebieten ohne religiöse Infrastruktur Leute von weither zu mehrtägigen Treffen zusammenkamen, um Prediger zu hören. Dabei nahmen oft mehrere Prediger teil, die manchmal mehrere Stunden sprachen. An einem Camp Meeting in Cane Ridge, Kentucky sollen 1801 zwanzigtausend Leute teilgenommen haben. Diese Camp Meetings waren ein wesentlicher Faktor in der zweiten großen Erweckungsbewegung von 1800 bis 1830 in den Vereinigten Staaten. Sie brachten insbesondere den Methodisten und Baptisten starken Zulauf und führten später zur Gründung des Restoration Movement. Nach dem Amerikanischen Bürgerkrieg war es insbesondere die Heiligungsbewegung, die solche Camp Meetings durchführte, in neuerer Zeit ist es hauptsächlich die Pfingstbewegung.
In der zweiten Hälfte des 19. Jahrhunderts zogen Prediger wie Charles Haddon Spurgeon, Charles Grandison Finney und Dwight Lyman Moody so viele Zuhörer an, dass die Kirchengebäude zu klein waren und sie auf öffentliche Konzerthallen und ähnliche Gebäude ausweichen mussten.
In der Mitte des 20. Jahrhunderts wurden insbesondere Billy Graham, Oral Roberts und William Branham durch Massenevangelisationen bekannt. Während Billy Graham hauptsächlich mit nichtcharismatischen Kirchen und Gemeinden zusammenarbeitete, waren Roberts und Branham Führer des Heilungs-Revivals der Pfingstbewegung. In Deutschland führte die Deutsche Zeltmission ab dem Zweiten Weltkrieg evangelistische Großveranstaltungen durch.

## Gegenwart
Heute sind in Deutschland Reinhard Bonnke, Andreas Hübner, Wilhelm Pahls und Ulrich Parzany als Prediger auf Großveranstaltungen bekannt, deren Schwerpunkt teils in Afrika liegt. Evangelist Bonnke bringt an Evangelisationsveranstaltungen in Afrika außergewöhnlich viele Besucher zusammen, in Nigeria (Westafrika) wurde die Millionengrenze erstmals überschritten.
Ein afrikanischer Journalist berichtet in der NZZ, dass 1991 Evangelisationen von Bonnke im muslimischen Norden Nigerias schwere Unruhen mit 300 Toten verursacht hätten.
In Deutschland finden seit 1993 regelmäßig überkonfessionelle Massenevangelisationen unter dem Namen ProChrist statt, deren Zentralveranstaltung jeweils per Satellit an mittlerweile über 1.300 Veranstaltungsorte in 18 Ländern Europas übertragen wird, zumeist Räume freikirchlicher und landeskirchlicher Gemeinden.
Zu beobachten ist, dass in den letzten Jahrzehnten immer größer werdende Evangelisationsveranstaltungen weltweit stattfinden. So gab es im Januar 2005 in Indien eine dreitägige Veranstaltung, bei der mehr als 7 Millionen Menschen in drei Veranstaltungen zusammenkamen.

## Kritik
Kritik an Massenevangelisationen wird sowohl von evangelikaler als auch von landeskirchlicher und weltlicher Seite laut, wenn auch diese unterschiedlich begründet wird.
Charismatische Massenevangelisationen wie diejenigen Bonnkes stoßen vor allem wegen der Heilungsberichte auf Kritik. So schreibt die Österreichische Evangelische Allianz:

„In diesen Veranstaltungen wird eindeutig das Evangelium verkündigt. Aber es werden Emotionen angeheizt, und Krankenheilung wird mit all den bedauerlichen Mängeln solcher Massenheilungsversammlungen stark betont. Die Glorifizierung von Wundern, die oft nicht geprüft oder medizinisch bestätigt werden, ist seelsorgerlich unverantwortlich und daher abzulehnen.“

Oft wird auch die Langzeitwirkung von Massenevangelisationen kritisch angezweifelt. In einer Untersuchung des Theologen Christian A. Schwarz nannten engagierte Christen 1987 gerade 5 Prozent Massenevangelisationen als einen der wesentlichen Faktoren, die sie dazu bewogen, sich einer Kirchengemeinde anzuschließen (76 % gaben Freunde und 22 % den eigenen Pastor an).